# Halta Vyle-Tharoul
Halta Vyle-Tharoul este o fostă stație de pe linia 126, o cale ferată desființată aproape integral, care asigura legătura între gara Statte și gara Ciney. Halta se află pe malul stâng al râului Hoyoux, în apropierea carierei de piatră a companiei Philippe Cuvelier S.A., în Vyle-et-Tharoul, sector al comunei belgiene Marchin.
Halta a fost construită după inaugurarea de către compania concesionară „Hesbaye Condroz”, pe 10 iunie 1872 (11 iunie, după alte surse), a secțiunii Statte – Modave a căii ferate 126. Situată la kilometrul feroviar pk 11+500, halta Vyle-Tharoul a fost dată în funcțiune la solicitarea deputatului socialist Georges Hubin și a rămas în funcțiune până pe 11 noiembrie 1962, când circulația trenurilor de călători între gările Huy-Sud și Ciney a fost sistată. Ruinele clădirii haltei încă există în teren.